# Дзёэцу-синкансэн

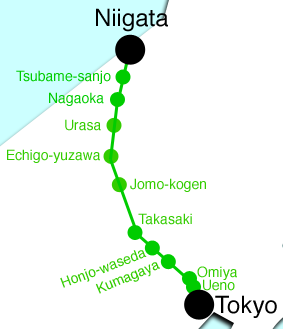
Маршрут Дзёэцу-синкансэн

Дзёэцу-синкансэн (яп. 上越 新幹線) — синкансэн линия высокоскоростных железных дорог в Японии. Эта линия соединяет города Токио и Ниигата через Тохоку-синкансэн, управляемый JR East. Длина линии 269,5 км, а максимальная скорость на линии 240 км/ч.

## История
Программа строительства была начата в 1971 году. Строительство велось через гористые, малонаселенные районы. Линия была построена «для установления более тесных связей с Токио» и развития самого региона в целом. Испытания начались в ноябре 1980 года, достигнув скорости в 210 км/ч в 1981 году. Регулярные рейсы начались 15 ноября 1982 года. В сентябре 1991 года на прямом участке линии Дзёэцу-синкансэн поездом серии 400 был установлен рекорд скорости, равный 345 км/ч.

## Поезда и услуги
- Токи (Синкансэн Серия 200)
- Max Токи (Синкансэн Серия Е1, Синкансэн Серия Е4)
- Танигава (Синкансэн Серия 200) — с октября 1997 года
- Max Танигава (Синкансэн Серия Е1, Синкансэн Серия Е4) — с октября 1997 года

Прекращенные услуги:
- Асахи — отменена в декабре 2002 года
- Max Асахи — отменена в декабре 2002 года

## Станции
| Станция       | Японское название | Расстояние (км) от Токио | Линии | Местоположение | Местоположение     |
| ------------- | ----------------- | ------------------------ | --- | -------------- | ------------------ |
| Токио         | 東京              | 0                        | Токайдо-синкансэн, Линия Маруноути (метро), Линия Яманотэ, Линия Кэйхин-Тохоку, Линия Тюо, Линия Токайдо, Линия Йокосука, Линия Собу, Линия Кэйё             | Тиёда          | префектура Токио   |
| Уэно          | 上野              | 3.6                      | Линия Дзёбан, Линия Яманотэ, Линия Кэйхин-Тохоку, Линия Тохоку, Линия Такасаки, Линия Сёнан-Синдзюку, Линия Гиндза и Линия Хибия (Tokyo Metro), Линия Кэйсэй | Тайто          | префектура Токио   |
| Омия          | 大宮              | 31.3                     | Тохоку-синкансэн, Линия Нода, New Shuttle, Линия Кэйхин-Тохоку, Линия Сайкё, Линия Кавагоэ, Линия Тохоку, Линия Такасаки, Линия Сёнан-Синдзюку               | Сайтама        | префектура Сайтама |
| Кумагая       | 熊谷              | 67.9                     | Железная дорода Титибу, Линия Такасаки | Кумагая        | префектура Сайтама |
| Хондзё-Васэда | 本庄早稲田        | 88.0                     | | Хондзё         | префектура Сайтама |
| Такасаки      | 高崎              | 108.6                    | Нагано-синкансэн (Хокурику-синкансэн), Линия Дзёсин, Линия Такасаки, Линия Хатико, Линия Дзёэцу, Линия Синъэцу, Линия Агацума                                | Такасаки       | префектура Гумма   |
| Иомо-Когэн    | 上毛高原          | 150.4                    | | Минаками       | префектура Гумма   |
| Этиго-Юдзава  | 越後湯沢          | 182.7                    | Линия Дзёэцу, Линия Хокухоку | Юдзава         | префектура Ниигата |
| Ураса         | 浦佐              | 212.3                    | Линия Дзёэцу | Минамиуонума   | префектура Ниигата |
| Нагаока       | 長岡              | 245.1                    | Линия Синъэцу, Линия Дзёэцу | Нагаока        | префектура Ниигата |
| Цубамэ-Сандзё | 燕三条            | 268.7                    | Линия Яхико | Сандзё         | префектура Ниигата |
| Ниигата       | 新潟              | 300.8                    | Линия Синъэцу, Линия Хакусин, Линия Этиго, Главная линия Уэцу, Западная линия Банэцу                                                                         | Ниигата        | префектура Ниигата |